# Boagrius simoni
Espèce
Boagrius simoni est une espèce d'araignées aranéomorphes de la famille des Palpimanidae.

## Distribution
Cette espèce est endémique du Sabah en Malaisie,. Elle se rencontre vers Ulu Segama.

## Description
Le mâle holotype mesure 2,10 mm et la femelle paratype 2,78 mm.

## Étymologie
Cette espèce est nommée en l'honneur d'Eugène Simon.

## Publication originale
- Zonstein & Marusik, 2020 : A review of the spider genus Boagrius Simon, 1893 (Araneae: Palpimanidae). Raffles Bulletin of Zoology, vol. 68, p. 91-102 (texte intégral).